# افسون پرده‌ی نقره‌ای
افسون پرده‌ی نقره‌ای (با نامِ پیشینِ این سویِ ذهن، آن سویِ مردمک) کتابِ مجموعهٔ گفتگوهای بهمن مقصودلو است.

## متن
این کتاب نخستین بار سالِ ۱۳۷۸ به کوششِ پرویز جاهد در یک جلد و با نامِ این سویِ ذهن، آن سویِ مردمک به وسیلهٔ انتشاراتِ نیلا منتشر شد. ویراستِ دوّم با عنوانِ جدید در دو جلد (یکُم: «سینمای جهان»، ۱۴۰۲؛ و دوّم: «سینمای ایران»، ۱۴۰۳) منتشر شد. در این کتاب نسخهٔ فارسیِ گفتگوهای مقصودلو با نامدارانی چون اتو پرمینجر و نیکلاس ری و میلوش فورمن و دنیس هاپر و اندرو ساریس و پل مازورسکی و بسیاری دیگر گردآمده است.